# Чебышева, Маргарита Петровна
Маргари́та Петро́вна Че́бышева (6 октября 1932, Лебяжье, Горьковский край — 10 ноября 2014, Киров) — русская советская и российская поэтесса, редактор, педагог. Член Союза писателей СССР.

## Биография
Маргарита Чебышева родилась в селе Лебяжье (ныне — Кировской области) 6 октября 1932 года. Окончила факультет русского языка и литературы Кировского педагогического института. Преподавала русский язык и литературу в школе, работала на телевидение редактором художественных передач. В 1976 году была принята в Союз советских писателей.
Много времени отдавала воспитанию молодых авторов; руководила литературным клубом «Молодость» при редакции областной газеты, областными литературными семинарами; участвовала во всех областных Днях литературы и литературных конференциях, проходящих в Кирове. В 1980 году награждена значком Министерства культуры РСФСР «Отличник культурного шефства над селом».
Первая публикация стихов Маргариты Чебышевой состоялась в областной газете «Комсомольское племя» в 1964 году; далее публиковалась в журналах «Волга», «Наш современник», «Смена», «Работница», «Луч», «Нижний Новгород» и других; в альманахах и коллективных сборниках Кирова, Ижевска, Горького, Москвы; в «Литературной газете».
Виктор Кочетков в предисловие к её поэтическому сборнику «Зелёная звезда», вышедшему в издательстве «Современник» писал:
Маргарита Чебышева — лирик по складу своего дарования. Причём разрабатывает она самую «лирическую» тему — тему любви. В этой традиционной теме у неё есть своя интонация. Прежде всего это интонация мужественности.
Её книга «Территория любви» стала первым поэтическим избранным в антологии вятской литературы.
Стихи поэтессы входят в программу по литературе в ряде школ Кировской области.
Маргарита Петровна Чебышева член Союза писателей СССР с 1977 года.
Умерла после продолжительной болезни 10 ноября 2014 года в городе Кирове.

## Избранные публикации
- Чебышева М. Северянка: Лирика. — Киров, Волго-Вятское книжное издательство, 1967. — 46 с.
- Чебышева М. Зелёная звезда: Стихи / Предисл. В. Кочетков. — М.: Современник, 1974. — 64 с. — 10 000 экз.[7]
- Чебышева М. Славяна: Стихи, поэма / Худож. Г. П. Карезина. — Киров: Волго-Вятское кн. изд-во, 1975. — 95 с.; 10 000 экз.
- Чебышева М. Протягивая руки сентябрю: Стихи. — Киров, Волго-Вятское кн. изд-во, 1979. — 96 с.
- Чебышева М. Два голоса, два эха, две звезды: Стихи разных лет / Худож. С. Семиков. — Горький: Волго-Вятское кн. изд-во, 1983. — 224 с. — 10 000 экз.
- Чебышева М. Астафьевы ветры: Стихи / Худож. В. Копылов. — Горький: Волго-Вятское кни. изд-во, 1978. — 96 с. — 9 000 экз.
- Чебышева М. Провинция: Стихи. — Киров: Кировская обл. тип., 1993. — 128 с.
- Чебышева М. Русский сюжет: Сборник стихотворений / Худож. С. Горбачёв. — Киров: Триада-С, 1998. — 175 с.; порт. — 2000 экз. — ISBN 5-8818-6206-6
- Чебышева М. Эхом живу, эхом пою: Стихи. — Киров: Кировская обл. тип., 2000. — 134 с. — ISBN 5-88186-268-6
- Чебышева М. Деревенская Вятка моя: Стихи. — Киров: Триада-С, 2003. — 64 с.; 1000 экз. — ISBN 5-87-291-045-4 (Народная библиотека)
- Чебышева М. Территория любви: Стихи, поэмы / Предисл. В. Поздеев. — Киров: О-Краткое, 2007. — 400 с. — 2 200 экз. — ISBN 978-5-91402-007-8 (Антологии вятской литературы)
- Чебышева М. Дом на песке. — Киров: О-Краткое, 2012. — 207 с. — ISBN 978-5-91402-112-9

### Сборники, альманахи
- Встречи: Произведения кировских писателей. — Сост. В. В. Заболотский. — [М .Чебышева: C.75-80: Вечер поэзии 1; 2; 3.; Послесловие; «Ты сегодня, город, встревожен…»; «Сомненья душу грешную не жгли…»; «Не сотвори себе кумира!»; «О чём ты думаешь…»; «А истина, как дважды два, проста…»; «Иногда приснится почему-то…»; «Рассветом взорван горизонт…»; «С утра пушистым снегопадом…» (Стихи)] — Киров: Волго-Вятское кн. изд-во, Кировское отд., 1978. — 247 с.; 15 000 экз.
- О, древний город, давший мне приют: Сборник стихов вятских поэтов к 650-летнему юбилею города Кирова. — Киров: Кировская обл. типогр., 2024. — 176 с.; Маргарита Чебышева: [Стихи] С.20-22. — ISBN 978-5-498-01070-0

## Награды и премии
- Заслуженный работник культуры Кировской области;
- Заслуженный работник культуры РФ;
- Областная премия имени поэта-фронтовика О. М. Любовикова (1998)[8];
- Всероссийская литературная премия имени Н. А. Заболоцкого (2000)[9].

## Память
- 30 января 2015 года в поселке городского типа Опарино Опаринского района Кировской области в Центральной библиотеки имени Н. А. Яхлакова прошёл вечер в литературно-музыкальной гостиной, посвящённый жизни и творчеству вятской поэтессы Маргариты Петровны Чебышевой. На вечере звучал живой голос поэта — диск «Вся жизнь моя стихами прорастёт» был записан в областной библиотеке для слепых в 2014 году. В авторском исполнении собравшиеся услышали рассказ о ней и стихотворения «Я росла на зеленой земле», «Предки» и «Иду по земле босиком»[10].
- 5 октября 2017 года в Центральной городской библиотеке Кирова в Пушкинском зале прошёл вечер поэзии и воспоминаний «Любимого голоса эхо», где собрались друзья Маргариты Чебышевой, коллеги по поэтическому цеху, ученики, родные, почитатели её творчества. Своими воспоминаниями о Маргарите Петровне поделились Надежда Перминова, Тамара Николаева, Николай Пересторонин, Людмила Суворова и др. Звучали стихи[11].
- В 2022 году в Кирове на различных площадках в прошли мероприятия, посвящённые 90-летию со дня рождения Маргариты Чебышевой[12].